# 粗短灯笼鱼
粗短灯笼鱼（学名：Myctophum selenops）为灯笼鱼科灯笼鱼属的鱼类。分布于大西洋、印度洋、太平洋以及南海等海域，属于深海小型鱼类。该物种的模式产地在北大西洋。粗短灯笼鱼為深海魚類，棲息深度40-500公尺，體長可達7.5公分。

## 扩展阅读
維基物種上的相關：粗短灯笼鱼